# J. Bohn & Sohn
J. Bohn & Sohn war eine Druckerei und ein Verlag in Leipzig-Lindenau im 20. Jahrhundert.

## Geschichte
Das Unternehmen geht auf eine Gründung von 1908 zurück. Carl Bohn vertrieb 1910  Luxuspapierwaren in der Georg-Schwarz-Straße 19.
1924 erhielt Jacob Bohn das Souterrain der katholischen  Liebfrauenkirche in Lindenau für seine Druckerei J. Bohn Söhne mit der Adresse Karl-Heine-Straße 112. (Außerdem hatte er eine Buch- und Papierhandlung in der Karl-Heine-Straße 110.)
Von 1928 sind einmalig zwei katholische Schriften im Verlag J. Bohn & Sohn feststellbar. Ab 1934 erschien dort ein breiteres Verlagsprogramm von leichter Belletristik und Unterhaltungsliteratur. Der bekannteste Autor war Hans Fallada. Anfang 1945 erschienen die letzten Bücher. (1940 hatte Joseph Berger außerdem den Verlag J. Bohn & Berger gegründet, der einige funktechnische Bücher herausgab und bis 1949 bestand.)
J. Bohn & Sohn wurde ab 1945 nur noch als Druckerei weitergeführt; lediglich 1948 erschien noch ein Buch anlässlich des 40-jährigen Unternehmensjubiläums.
In den 1950er (oder 1960er) Jahren wurde die Druckerei in einen halbstaatlichen Betrieb umgewandelt. 1972 wurde sie zwangsverstaatlicht und danach als Volkseigener Betrieb (VEB) unter dem Namen VOB Buch- und Offsetdruck geführt und 1987 unter diesem Namen mit der Druckerei H. F. Jütte zusammengelegt.